# Phytodromips kakaibaeus
Phytodromips kakaibaeus är en spindeldjursart som först beskrevs av Schicha och Corpuz-Raros 1992.  Phytodromips kakaibaeus ingår i släktet Phytodromips och familjen Phytoseiidae. Inga underarter finns listade i Catalogue of Life.